# Sprechstelle

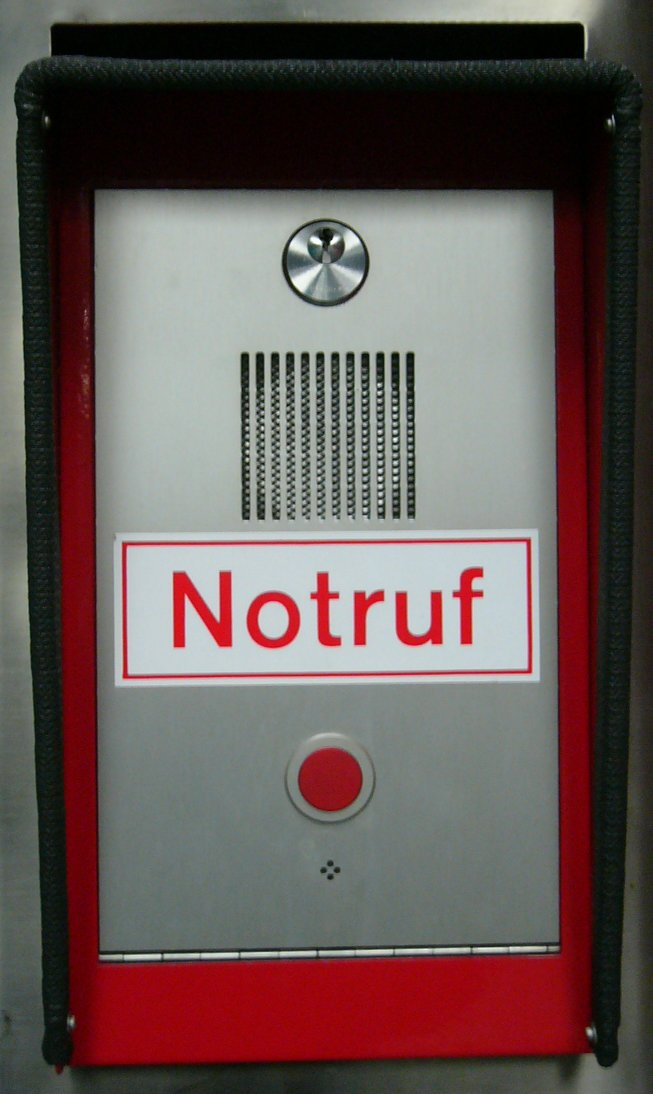
Notrufsprechstelle

Eine Sprechstelle ist in der Kommunikationstechnik ein Gerät zur Umwandlung von durch die menschliche Stimme verursachten Schallwellen in elektrische Signale, die dann als Audiosignal definiert weitergeleitet werden. Die Sprechverbindung wird entweder fest zu einer Leitstelle oder Zentrale durchgeschaltet, oder das Ziel kann am Gerät angewählt werden. Sprechstellen werden in Verbindung mit Telefonanlagen, Sprechanlagen, Diskussionsanlagen, Dolmetscheranlagen oder Elektroakustischen Anlagen (ELA) verwendet. Manchmal, insbesondere bei Telefonanlagen älterer Bauart, wird der Begriff synonym zu Telefonapparat benutzt. Siehe dazu Weiteres unter Sprechstellenschaltung.
Übrige Arten von Sprechstellen können sehr unterschiedlich ausgeführt sein. Je nach Ausführung unterscheidet man zwischen Tischsprechstellen und Türsprechstellen. Eine weitere Unterscheidung wird meist nach Einsatzzweck vorgenommen. So gibt es Notrufsprechstellen, Aufzugssprechstellen, ELA-Sprechstellen, Delegierten- und Vorsitzendensprechstellen. Oft sind sie fest installiert, manche Tischsprechstellen sind für den beweglichen Einsatz vorgesehen und mittels Steckverbindung an eine Kommunikationsanlage anzuschließen.
Gängige Bauformen sind Wandeinbaugehäuse oder Tischgehäuse mit Schwanenhals. Manchmal besteht das Gehäuse nur aus einem Handapparat. Es ist immer ein Mikrofon eingebaut, meist mit nachgeschaltetem Verstärker, und oft eine Ruf- und/oder Sprechtaste, sowie eine optische Anzeige über eine bestehende Sprechverbindung. In der Regel ist Wechsel- oder Gegensprechen möglich, dann ist auch ein Lautsprecher vorhanden. Bei ELA-Sprechstellen ist dies nicht nötig. Je nach Anwendung sind unterschiedliche weitere Bedien- und Anzeigeelemente und Elektronik eingebaut, beispielsweise zur Wahl des Sprechpartners oder zur Digitalisierung der Signale.